# Königsbau (Konstanz)
Königsbau ist einer von 15 Stadtteilen von Konstanz in Baden-Württemberg. 

## Geografie und Verkehrsanbindung
Der Ort liegt am Stadtrand nördlich der Kernstadt Konstanz zwischen den beiden Konstanzer Stadtteilen Fürstenberg und Allmannsdorf. Dazu gehören Pfeiferhölzle, Sonnenbühl, Sonnenhalde und Stockäcker.